# Mitsuyo Nagumo
Mitsuyo Nagumo (南雲 美津代?, Nagumo Mitsuyo; Niigata, 28 novembre 1951) è un'ex sciatrice alpina giapponese.

## Biografia
Sciatrice polivalente, la Nagumo debuttò in campo internazionale in occasione della discesa libera preolimpica disputata a Sapporo il 7 febbraio 1971 (11ª) ed esordì in Coppa del Mondo l'8 dicembre 1971 a Val-d'Isère in slalom speciale (39ª); ai successivi XI Giochi olimpici invernali di Sapporo 1972, sua unica presenza olimpica, si classificò 32ª nella discesa libera e non completò lo slalom gigante e lo slalom speciale. Prese per l'ultima volta il via in Coppa del Mondo il 7 dicembre 1973 a Val-d'Isère in slalom speciale piazzandosi 25ª, suo miglior risultato nel massimo circuito internazionale, e ai successivi Mondiali di Sankt Moritz 1974, suo congedo agonistico, fu 41ª nella discesa libera, 27ª nello slalom gigante, 22ª nello slalom speciale e 9ª nella combinata.